# Baylor Scheierman
Pour les articles homonymes, voir Baylor.
Baylor Arthur Scheierman, né le  26 septembre 2000 à Hastings dans le Nebraska, est un joueur américain de basket-ball évoluant au poste d'ailier et mesurant 1,99 m.

## Biographie

### Carrière universitaire
Entre 2019 et 2022, il joue pour les Jackrabbits de South Dakota State à l'université d'État du Dakota du Sud.
Entre 2022 et 2024, il joue pour les Bluejays de Creighton à l'université Creighton.

### Carrière professionnelle

#### Celtics de Boston (depuis 2024)
Le 26 juin 2024, il est sélectionné à la 30e position de la draft 2024 de la NBA par les Celtics de Boston.
Entre le 5 novembre 2024 et le 3 février 2025, il est envoyé plusieurs fois en G-League chez les Celtics du Maine.

## Palmarès

### Universitaire
- Third-team All-American – AP, USBWA, NABC, SN (2024)
- Summit League Player of the Year (2022)
- 2× First-team All-Summit League (2021, 2022)
- First-team All-Big East (2024)

## Statistiques

### Universitaires
| Saison    | Équipe             | Matchs | Titul. | Min./m | % Tir | % 3pts | % LF | Rbds/m. | Pass/m. | Int/m. | Ctr/m. | Pts/m. |
| --------- | ------------------ | ------ | ------ | ------ | ----- | ------ | ---- | ------- | ------- | ------ | ------ | ------ |
| 2019-2020 | South Dakota State | 32     | 3      | 20,2   | 42,7  | 24,7   | 66,7 | 4,66    | 2,22    | 0,38   | 0,19   | 5,97   |
| 2020-2021 | South Dakota State | 23     | 23     | 35,3   | 49,8  | 43,8   | 84,5 | 9,22    | 3,96    | 1,04   | 0,17   | 15,43  |
| 2021-2022 | South Dakota State | 35     | 35     | 33,1   | 50,8  | 46,9   | 80,2 | 7,83    | 4,51    | 1,34   | 0,14   | 16,23  |
| 2022-2023 | Creighton          | 37     | 37     | 32,8   | 42,4  | 36,4   | 84,0 | 8,27    | 3,27    | 1,03   | 0,24   | 12,76  |
| 2023-2024 | Creighton          | 35     | 35     | 36,7   | 44,8  | 38,1   | 87,6 | 9,00    | 3,94    | 0,91   | 0,14   | 18,49  |
| Carrière  | Carrière           | 162    | 133    | 31,6   | 46,1  | 39,0   | 82,0 | 7,75    | 3,57    | 0,94   | 0,18   | 13,78  |

## Records sur une rencontre en NBA
Les records personnels de Baylor Scheierman en NBA sont les suivants, :
| Type de statistique        | Saison régulière | Saison régulière      | Saison régulière |
| Type de statistique        | Record           | Adversaire            | Date             |
| -------------------------- | ---------------- | --------------------- | ---------------- |
| Points                     | 20               | Nets de Brooklyn      | 18 mars 2025     |
| Paniers marqués            | 7                | Nets de Brooklyn      | 18 mars 2025     |
| Paniers tentés             | 10               | 76ers de Philadelphie | 6 mars 2025      |
| Paniers à 3 points réussis | 6                | Nets de Brooklyn      | 18 mars 2025     |
| Paniers à 3 points tentés  | 7                | 2 fois                | 2 fois           |
| Lancers francs réussis     | 2                | 2 fois                | 2 fois           |
| Lancers francs tentés      | 2                | 3 fois                | 3 fois           |
| Rebonds offensifs          | 2                | Nets de Brooklyn      | 18 mars 2025     |
| Rebonds défensifs          | 3                | 3 fois                | 3 fois           |
| Rebonds totaux             | 3                | 6 fois                | 6 fois           |
| Passes décisives           | 3                | 76ers de Philadelphie | 6 mars 2025      |
| Interceptions              | 2                | Nets de Brooklyn      | 18 mars 2025     |
| Contres                    | -                | -                     | -                |
| Balles perdues             | 1                | 2 fois                | 2 fois           |
| Minutes jouées             | 30               | 76ers de Philadelphie | 6 mars 2025      |

- Double-double : 0
- Triple-double : 0

Dernière mise à jour : 18 mars 2025